# Гайбандха
Гайба́ндха (бенг. গাইবান্ধা) — город и муниципалитет на севере Бангладеш, административный центр одноимённого округа. Город был основан в 1875 году. В 1923 году получил статус муниципалитета. Площадь города равна 17,63 км². По данным переписи 2001 года, в городе проживало 58 362 человека, из которых мужчины составляли 51,14 %, женщины — соответственно 48,86 %. Уровень грамотности взрослого населения составлял 61,9 % (при среднем по Бангладеш показателе 43,1 %).